# Вулиця Дзержинського (Хабаровськ)
"Вулиця Дзержинського" - вулиця в історичному центрі Хабаровська, проходить від вулиці Леніна до вулиці Серишева.

## Історія
Історична назва-Хабаровська. Одна з перших вулиць міста, була межею його території, визначеної планом 1880 року.
Сучасна назва на честь видного діяча радянської держави Ф. Е. Дзержинського (1877-1926).
У 1933 році в Хабаровську за адресою вулиця Дзержинського, 44, був побудований будинок-комуна на 146 квартир для співробітників НКВС (проект інженера Гейтмана), пізніше в будівлі розмістився клуб НКВС, а нині — Хабаровський крайовий театр драми.